# Zhanghu, Fujian
Zhanghu är en köping i sydöstra Kina. Den ligger i stadsdistriktet Yanping i staden Nanping i provinsen Fujian, omkring 89 kilometer nordväst om provinshuvudstaden Fuzhou. Antalet invånare är 15 242. Befolkningen består av 7 526 kvinnor och 7 716 män. Barn under 15 år utgör 17,0 %, vuxna 15-64 år 69 %, och äldre över 65 år 12,0 %.